# Alophia
Alophia Herb.  é um género botânico pertencente à família Iridaceae, subfamília Iridoideae, tribo Tigridieae.

## Sinonímia
- Eustylis  Engelm. & A. Gray
- Lethia Ravenna

## Espécies
- Alophia dummondii
- Alophia sylvestris
- Alophia veracruzana
- Lista completa